# آرتور هاوسمن
آرتور هاوسمن (انگلیسی: Arthur Housman؛ ‏ ۱۰ اکتبر ۱۸۸۹ – ۸ آوریل ۱۹۴۲) بازیگر اهل ایالات متحده آمریکا بود.

## گزیدهٔ آثار
- اراذل و اوباش (۱۹۳۶)
- روابط ما (۱۹۳۶)
- ترمیم‌کنندگان زناشویی (۱۹۳۵)
- دیوانه سینما (۱۹۳۲)
- زود گمشید بیرون! (۱۹۳۲)
- پاها به جلو (۱۹۳۰)
- شرکای جرم (۱۹۲۸)
- طلوع: آواز دو انسان (۱۹۲۷)
- خفاش (۱۹۲۶)
- شجاع‌دل (۱۹۲۵)
- بازگشت به جنگل (۱۹۱۹)
- هالو و دانشجوهای سال دوم (۱۹۱۵)
- شاید تو باشی (۱۹۱۵)